# Сінт-Аннатунель
51°13′11″ пн. ш. 4°23′30″ сх. д. / 51.21972° пн. ш. 4.39167° сх. д.
Сінт-Аннатунель (нід.: Sint-Annatunnel, дос. «Тунель Святої Анни») — пішохідний і велосипедний тунель, розташований під річкою Шельда, у місті Антверпен, Бельгія. Він з'єднує центральну частину міста з районом Linkeroever («Лівий берег»). Довжина Sint-Annatunnel становить 572,28 метра, а його внутрішній діаметр — 4,22 метра. Доступ до тунелю забезпечується за допомогою ліфтів та ескалаторів з обох сторін. У 1992-1993 роках тунель зазнав значних ремонтних робіт. У 1997 році тунель разом із вхідними будівлями та технічними спорудами був оголошений пам'яткою архітектури.

### Будівництво
Будівництво тунелю розпочалося 28 червня 1931 року та завершилося 14 серпня 1933 року. Офіційне відкриття відбулося 10 вересня 1933 року, того ж дня, коли в Антверпені був відкритий автомобільний тунель Waaslandtunnel. На місці сучасної вхідної будівлі тунелю з боку центру Антверпена раніше стояли міські ворота Водного порту, які були перенесені на південь, на площу Gillisplaats, у зв'язку з будівництвом тунелю.

### Під час війни
Під час Другої світової війни, у 1944 році, вхід із боку района Linkeroever був зруйнований, реконструкція тривала до 1949 року.